# Mesochorus limae
Mesochorus limae là một loài tò vò trong họ Ichneumonidae.